# Епи Тајоне
Епи Тајоне (енгл. Epi Taione; 2. март 1979) бивши је тонгански рагбиста. Професионалну каријеру је започео у Њукаслу, где је провео 5 сезона, до лета 2005., када је прешао у Сејл. Ипак у мечу купа европских шампиона угризао је противничког играча, па је добио суспензију и избачен је из Сејла. Затим је 2 године провео у јапанској лиги, играјући за Сањо ВН. Играо је на светском првенству 2007. До краја каријере играће још и за Квинсе, Расинг 92 и Лондон велш. Због повреде колена престао је да игра рагби у децембру 2011.